# Yan Zibei
Yan Zibei (em chinês:  闫 子贝 ; Xiangyang, 12 de outubro de 1995) é um nadador chinês, medalhista olímpico.

## Carreira
Zibei conquistou a medalha de prata nos Jogos Olímpicos de Verão de 2020 em Tóquio na prova de revezamento 4×100 m medley misto, ao lado de Xu Jiayu, Yan Zibei, Zhang Yufei e Yang Junxuan, com a marca de 3:38.86.